# Градска општина Петроварадин
Градска општина Петроварадин је бивша градска општина града Новог Сада. Формирана је 14. јуна 2002. године од делова града са десне, сремске, обале Дунава. а укинута 25. марта 2019. године
Насеља која су чинила ову градску општину су:
- Петроварадин, који је и седиште ове градске општине
- Сремска Каменица
- Буковац
- Лединци
- Стари Лединци

Послови који су у надлежности општине су одређени Статутом града. Савет градске општине је орган управе на територији градске општине.